# GM-NAA I/O
GM-NAA I/OはIBM 704用として最初のオペレーティングシステムで、ゼネラルモーターズとノースアメリカン航空が開発した。 
1956年にゼネラル・モーターズ研究開発所のロバート・パトリックとノースアメリカン航空のオーウェン・モックが開発した。これはゼネラル・モーターズのプログラマーたちが1955年にIBM 701用として開発したシステムモニタをベースに作られた。 
GM-NAA I/Oは実行中のプログラムが終了すると次のプログラムを自動的に実行すること(バッチ処理)が主な機能だった。これには入出力デバイスにアクセスするための共通ルーチンが含まれていた。このシステムは約40台のIBM 704で使用された。 